# Alpheus angulosus
Alpheus angulosus är en kräftdjursart som beskrevs av Floyd Alonzo McClure 2002. Alpheus angulosus ingår i släktet Alpheus och familjen Alpheidae. Inga underarter finns listade i Catalogue of Life.